# بيتر فرانكوارت
بيتر فرانكوارت (4 يناير 1985 بليل في فرنسا - ) (بالفرنسية: Peter Franquart)‏ هو لاعب كرة قدم فرنسي في مركز الدفاع. شارك مع منتخب فرنسا تحت 21 سنة لكرة القدم. أما مع النوادي، فقد لعب مع نادي رويال شارلروا ونادي لوهافر ونادي ليل ونادي مونز ونادي لوهافر الرياضي ‏ ونادي فيرتون.

## روابط خارجية
- بيتر فرانكوارت على موقع قاعدة بيانات كرة القدم.إي يو (الإنجليزية)
- بيتر فرانكوارت على موقع ليكيب (الفرنسية)
- بيتر فرانكوارت على موقع Soccerway.com (الإنجليزية)
- بيتر فرانكوارت على موقع عالم كرة القدم.نت (الإنجليزية)